# Бирюсинское городское поселение
Бирюсинское городско́е поселе́ние — муниципальное образование в Тайшетском районе Иркутской области Российской Федерации.
Административный центр — город Бирюсинск.

## Население
| 2010  | 2011  | 2012  | 2013  | 2014  | 2015  | 2016  |
| ----- | ----- | ----- | ----- | ----- | ----- | ----- |
| 8981  | ↘8946 | ↘8815 | ↘8701 | ↘8602 | ↘8545 | ↘8484 |
| 2017  | 2021  |       |       |       |       |       |
| ↘8477 | ↗8632 |       |       |       |       |       |

## Состав городского поселения
| № | Населённый пункт | Тип населённого пункта        | Население |
| - | ---------------- | ----------------------------- | --------- |
| 1 | Бирюсинск        | город, административный центр | ↗8632     |

## Местное самоуправление
глава муниципального образования
- Ковпинец Андрей Васильевич